# Eubazus longicauda
Eubazus longicauda är en stekelart som först beskrevs av Curtis 1832.  Eubazus longicauda ingår i släktet Eubazus och familjen bracksteklar. Inga underarter finns listade i Catalogue of Life.